# Coniopteryx (Coniopteryx) curvicaudata
Coniopteryx (Coniopteryx) curvicaudata is een insect uit de familie van de dwerggaasvliegen (Coniopterygidae), die tot de orde netvleugeligen (Neuroptera) behoort. 
Coniopteryx (Coniopteryx) curvicaudata is voor het eerst wetenschappelijk beschreven door Sziráki in 1997.